# Кварк
Ква́рки (від англ. quark — kwɑːrk) — елементарні частинки і фундаментальні складові матерії. Кварки об'єднуються, створюючи композитні частинки, адрони, в тому числі й найстабільніші серед них протони і нейтрони, складові атомних ядер. Через явище конфайнменту, кварки ніколи не спостерігалися в вільному стані; вони можуть бути знайдені тільки в межах адронів, таких як мезони і баріони. Велика частина того, що відомо про кварки було взято зі спостережень адронів.
Кварки мають різні внутрішні властивості, такі як маса, електричний заряд, колірний заряд і спін. Кварки є єдиними в Стандартній моделі частинками, які беруть участь у всіх чотирьох фундаментальних взаємодіях, а також єдиними частинками, електричний заряд яких не є кратним елементарному.
На сьогодні відомо 6 сортів (їх прийнято називати «ароматами») кварків: нижній d, верхній u, дивний s, чарівний c, красивий b і справжній t. Верхній і нижній кварки є найлегшими. Більш важкі кварки швидко перетворюються в верхній і нижній шляхом розпаду. Інші кварки можуть бути отримані при зіткненнях за високих енергій. Для кожного кварка існує своя античастинка — «антикварк».

## Класифікація кварків
Стандартна модель є теоретичною основою опису всіх відомих на сьогодні елементарних частинок. У цій моделі кварки мають шість різних ароматів: верхній (u) (up), нижній (d) (down), дивний (s) (strange), чарівний (c) (charm), красивий (b) (beauty, bottom) і правдивий (топ-кварк) (t) (true, top). Античастинки кварків називають антикварками і позначають рискою над символом для відповідного кварка, наприклад 
u для верхнього антикварка. Як антиматерія в цілому, антикварки мають ту ж масу, середній час життя і спін як їхні відповідні кварки, але мають протилежний заряд.
Кварки є частинками зі спіном 1/2, отже, вони є ферміонами відповідно до теореми Паулі. Вони підпорядковуються принципу заборони Паулі, тобто, два однакові ферміони не можуть одночасно бути в одному й тому ж квантовому стані. Це відрізняє їх від бозонів (частинок з цілим спіном), будь-яка кількість яких може бути одночасно в одному й тому ж квантовому стані. На відміну від лептонів, кварки мають колірний заряд, який змушує їх брати участь в сильній взаємодії. Результуюче притягання між різними кварками спричиняє утворення складових частинок, відомих як адрони.
Кварки, які визначають квантові числа адронів називають валентними кварками; крім цього, будь-який адрон може містити необмежену кількість віртуальних кварків, антикварків і глюонів, які не впливають на його квантові числа. Існує два сімейства адронів: баріони, що складаються з трьох валентних кварків, і мезони — з одного кварка й одного антикварка. Найпоширенішими баріонами є протон і нейтрон, складові атомних ядер. На сьогодні уже відомо багато різних адронів, які в основному різняться вмістом кварків. Існування «екзотичних» адронів (із більшою кількістю валентних кварків), таких як тетракварк (qqqq) або пентакварк (qqqqq) припускається, але не доведено. Щоправда, 13 липня 2015 року в ЦЕРН повідомили про результати, які відповідають станам пентакварка.
Елементарні ферміони згруповані в три покоління, кожне з яких містить два лептони і два кварки. Перше покоління включає u-кварк і d-кварк, друге — s-кварк і c-кварк, третє — b-кварк і t-кварк. Пошуки четвертого покоління кварків і інших елементарних ферміонів зазнали невдачі, є непрямі докази того, що не існує більше трьох поколінь ферміонів. Частинки вищих поколінь як правило мають велику масу і є менш стабільними, що спричиняє їх розпад на частинки нижчого покоління через слабку взаємодію. Тільки кварки першого покоління трапляються в земних умовах. Важчі кварки можуть бути створені за допомогою високоенергетичних зіткнень і швидко розпадаються. Проте вважається, що вони існували в перші частки секунди після Великого вибуху, коли Всесвіт був дуже гарячий і густий (кваркова епоха). Важчі кварки досліджують у прискорювачах елементарних частинок.

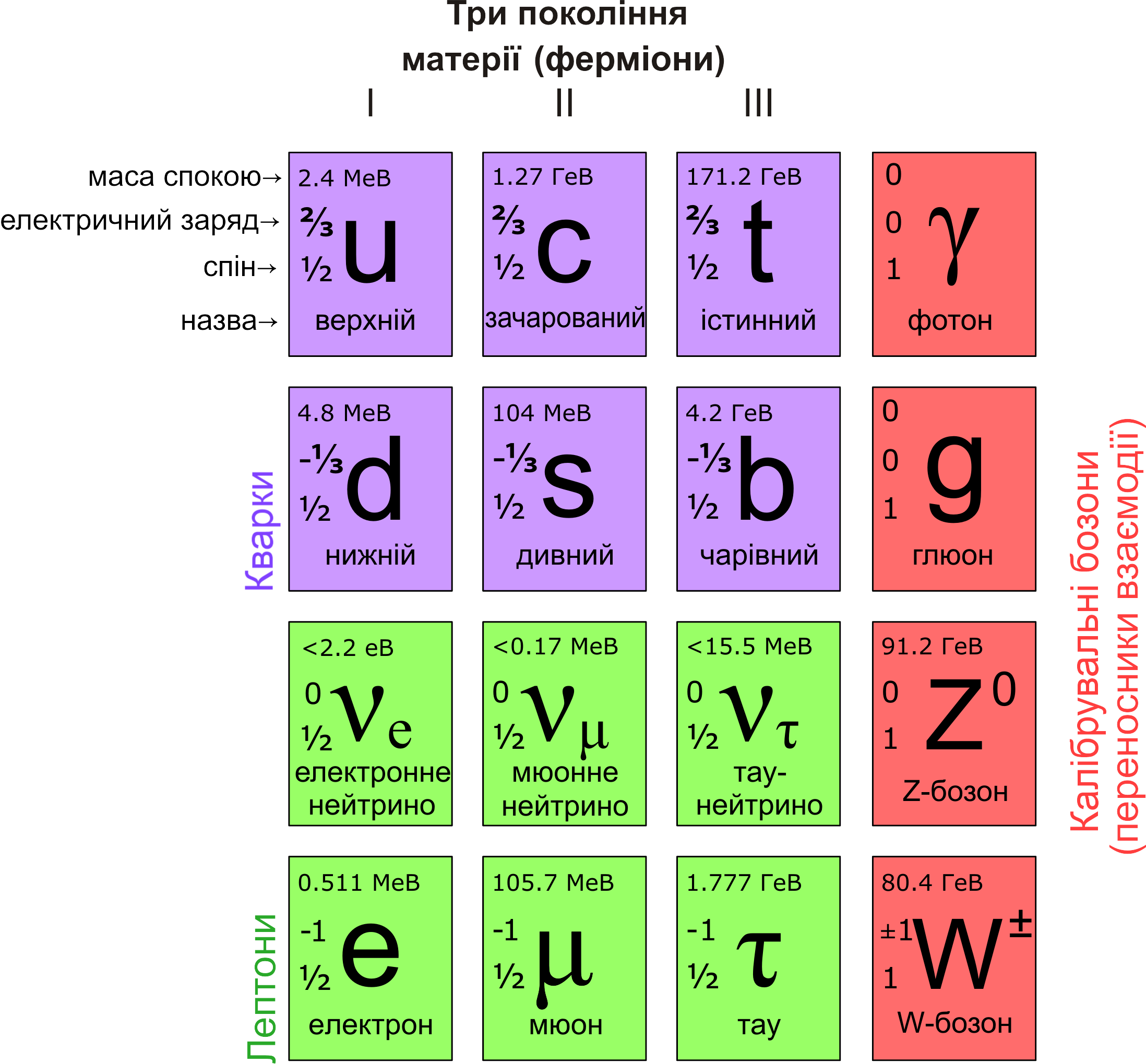
Шість частинок в Стандартній Моделі — кварки.(позначені фіолетовим кольором)

Маючи електричний заряд, масу, колірний заряд і аромат, кварки є частинками, що беруть участь у всіх чотирьох фундаментальних взаємодіях: електромагнітній, гравітаційній, сильній і слабкій.

## Історія
Кваркова модель була незалежно запропонована фізиками Маррі Гелл-Манном (на фото) і Джорджем Цвейгом в 1964 році. Пропозиція надійшла незабаром після формулювання Гелл-Манном в 1961 системи класифікації частинок, відомої як симетрія ароматів SU(3). Фізик Юваль Неєман незалежно розробив подібну схему в цьому ж році.
На момент створення теорії кварків до елементарних частинок відносили дуже багато адронів. Гелл-Манн і Цвейг стверджували, що вони не були елементарними частинками, а складалися з комбінацій кварків і антикварків. Їхня модель включала три аромати кварків: верхній, нижній і дивний, яким вони приписували такі властивості, як спін і електричний заряд. Перша реакція фізиків щодо цієї моделі була різною. Не ясно було чи є кварк справді фізичною частинкою чи просто абстракцією для пояснення понять, які в той час ще не були повністю висвітлені.

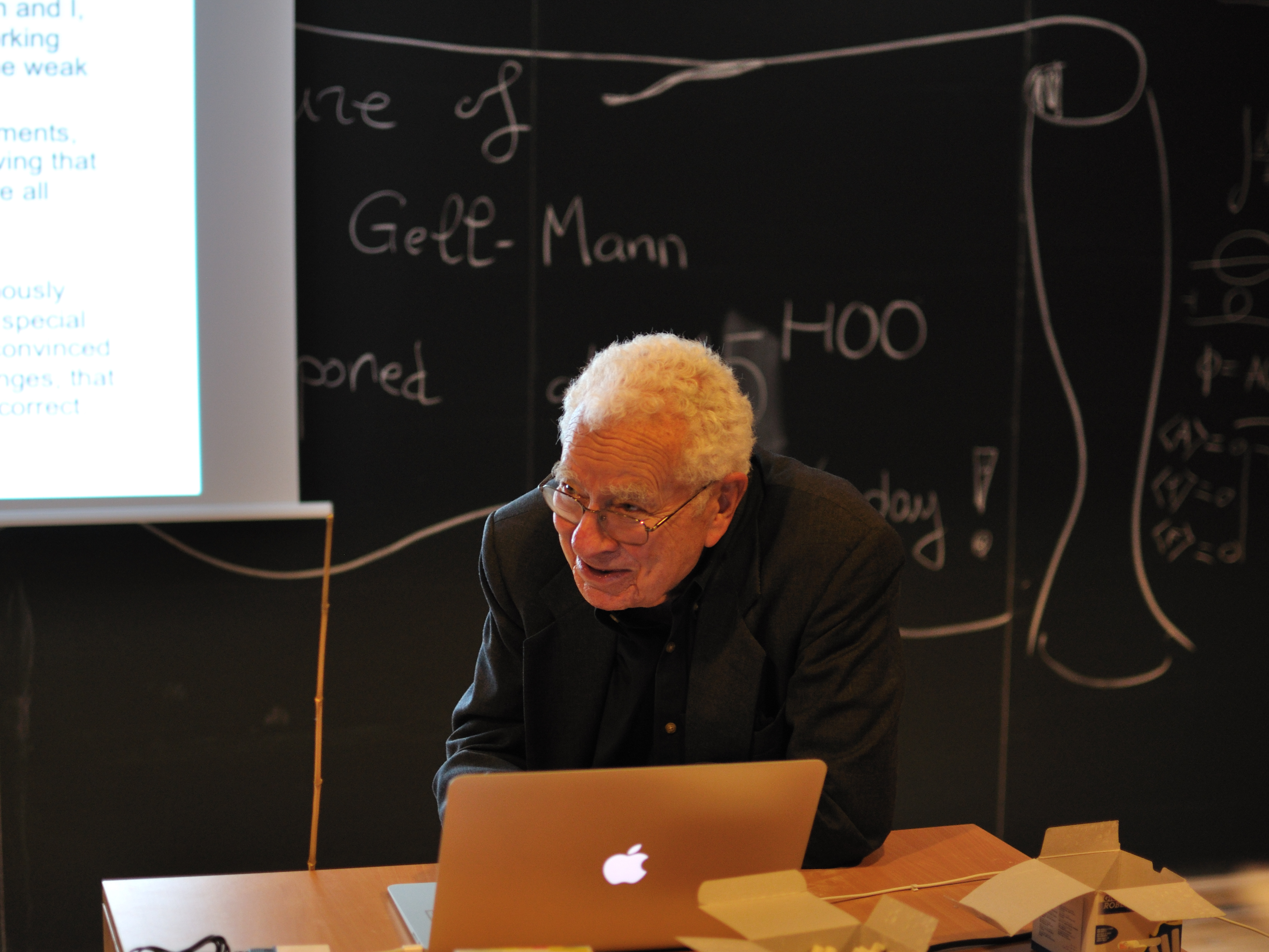
Гелл-Манн на лекції.

Менш ніж через рік були запропоновані доповнення до моделі Гелл-Манна і Цвейга. Шелдон Лі Ґлешоу і Джеймс Бйоркен передбачили існування четвертого аромату кварка, який вони потім назвали чарівним. Додатковий кварк було запропоновано, оскільки він дозволяв краще описати слабку взаємодію і передбачав формулу, яка правильно відтворювала маси відомих мезонів.
У 1968 році експерименти з розсіювання в Стенфорді (SLAC) показали, що протон містить набагато менші точкові об'єкти і тому не є елементарною частинкою. Фізики в той час не хотіли підтверджувати, що це кварки, натомість назвали ці частинки «партонами» (термін запропонований Річардом Фейнманом). Об'єкти, що спостерігалися під час цих експериментів пізніше ідентифікували як верхній і нижній кварки. Усе ж, термін «партон», як і раніше, використовується для складових адронів (кварків, антикварків і глюонів).
Існування дивного кварка було підтверджено експериментами в SLAC, воно було потрібним не тільки для підтвердження Гелл-Маннової та Цвейгової моделі, але також давало пояснення каона (К) та піона (π), виявлених в космічних променях в 1947 році.
Число ймовірних кварків зросло до поточних шести в 1973 році, коли Макото Кобаясі і Масукава Тосіхіде помітили, що експериментальне спостереження CP-порушень можна було б пояснити, якби була ще одна пара кварків.
Чарівні кварки були отримані майже одночасно двома командами в листопаді 1974 року — одна в SLAC під керівництвом Бертона Ріхтера, і одна в Брукгейвенській національній лабораторії під керівництвом Семюела Тінга. Було помічено об'єднання чарівних кварка і антикварка в мезон. Обидві команди дали свій символ отриманому мезону J і ψ; так цей мезон офіційно став відомим як J/ψ-мезон. Це відкриття остаточно переконало спільноту фізиків у правильності кваркової моделі.
У наступні роки з'явився ряд пропозицій розширення моделі кварків до шести. Серед них модель, запропонована Хаїмом Харарі у статті в 1975 році, в якій він вперше запропонував терміни красивий (beauty (b)) і справжній (true (t)) для додаткових кварків.
У 1977 році красивий кварк спостерігався командою Fermilab під керівництвом Леона Ледермана. Це стало індикатором існування топ-кварка; без нього красивий кварк був би без партнера. Тим не менше, топ-кварк не спостерігався до 1995 року. Він мав набагато більшу масу, ніж раніше очікувалось.

## Етимологія
Слово «кварк» було взято Меррі Гелл-Манном з роману Дж. Джойса «Поминки по Фіннегану», де в одному із епізодів чайки кричали: «Three quarks for Muster Mark!» (в перекладі: «Три кварки для Мастера Марка»). На той час Гелл-Манном припускалось існування тільки саме трьох кварків. Саме слово «кварк» в цій фразі припускається є звуконаслідуванням крику морських птахів. Є також інша версія, за якою це слово взято з німецької мови, під час перебування Джойса в Відні. В німецькій мові слово Quark  має два значення: 1) сир, 2) нісенітниця.
Ароматам кварків були дані їхні імена з певних причин. Верхній і нижній кварки названі так, після означення їхніх ізоспінів «вгору» і «вниз». Дивні кварки отримали таку назву, тому що вони були відкриті як компоненти дивних частинок виявлених в космічних променях за кілька років до того, як була запропонована модель кварків; ці частинки були названі дивними через незвично велику тривалість життя. Чарівний кварк отримав свою назву, тому що його першовідкривачі були зачаровані симетрією, яку він приніс в субатомний світ. Назви боттом-кварк і топ-кварк були обрані, тому що вони є логічними партнерами верхнього і нижнього кварку. Ці кварки ще іноді називають красивий і справжній, але ці назви виходять із вжитку.

## Властивості

### Електричний заряд
Кварки мають дробові значення електричного заряду — 1/3 або 2/3 від елементарного заряду (е), в залежності від аромату. U-Кварк, с- і t-кварк (кварки верхнього типу) мають електричний заряд +2/3 е, в той час як d-, s- і b-кварк (кварки нижнього типу) мають заряд -1/3 е. Антикварки мають протилежний до їхніх кварків заряд: антикварки верхнього типу -2/3 е, антикварки нижнього типу +1/3 е. Так як електричний заряд адронів є сумою зарядів кварків, всі адрони мають цілий заряд: баріони (є комбінацією трьох кварків), антибаріони (трьох антикварків) і мезони (комбінація кварка і антикварка). Наприклад, адронні компоненти атомних ядер, нейтрони і протони мають відповідно заряди 0, і +е; нейтрон складається з двох d-кварків і одного u-кварка, а протон — з двох u- і одного d-кварка.

### Спін
Спін є внутрішньою властивістю елементарних частинок і його напрямок є важливим ступенем свободи. Часто його інтерпретують як обертання частинки навколо власної осі (звідси й назва з англ. Spin — обертати), але це поняття не є цілком коректним в субатомних масштабах, так як елементарні частинки вважаються точковими.
Спін може бути представлений вектором, довжина якого вимірюється в одиницях зведеної сталої Планка ħ. Для кварків компоненти вектора спіна вздовж будь-якої осі можуть набувати значень +ħ/2 або -ħ/2. З цієї причини кварки класифікуються як частинки з половинним спіном. Компоненти спіна вздовж заданої осі часто позначають стрілками; стрілка вверх ↑ для +1/2 і вниз ↓ для -1/2.

### Слабка взаємодія
Кварк одного аромату може перетворюватись в кварк іншого аромату тільки через слабку взаємодію, одну з чотирьох фундаментальних взаємодій в фізиці. Поглинаючи або випускаючи W-бозон, будь-який кварк верхнього типу (u, c, t) може перетворитись в кварк нижнього типу (d, s, b) або навпаки. Цей механізм зміни аромату спричиняє радіоактивний бета-розпад, в якому нейтрон перетворюється в протон, електрон і антинейтрино. Це відбувається, коли один з нижніх кварків в нейтроні (udd) розпадається на кварк, випускаючи віртуальний W-бозон перетворюючи нейтрон в протон (uud). W-бозон потім розпадається на електрон і антинейтрино.
| n   | → | p     | + | e− | + | ν e | (бета-розпад, адронний запис)  |
| u d | → | u u d | + | e− | + | ν e | (бета-розпад, кварковий запис) |

Сила слабкої взаємодії між шістьма кварками. Чим темніший колір, тим сильніша взаємодія.

І бета-розпад і зворотній до нього процес часто використовують в медицині, в позитронно-емісійній томографії (ПЕТ) і в експериментах з виявлення нейтрино.

Діаграма бета розпаду.

В той час як процес зміни аромату є однаковим для всіх кварків, кожен кварк ймовірніше перетворюється в кварк свого покоління. Відносні тенденції перетворень аромату описуються математичними таблицями, (CKM матрицями).
{\displaystyle {\begin{bmatrix}|V_{\mathrm {ud} }|&|V_{\mathrm {us} }|&|V_{\mathrm {ub} }|\\|V_{\mathrm {cd} }|&|V_{\mathrm {cs} }|&|V_{\mathrm {cb} }|\\|V_{\mathrm {td} }|&|V_{\mathrm {ts} }|&|V_{\mathrm {tb} }|\end{bmatrix}}\approx {\begin{bmatrix}0.974&0.225&0.003\\0.225&0.973&0.041\\0.009&0.040&0.999\end{bmatrix}},}
Де Vij показує ймовірність переходу кварка з ароматом i в кварк з ароматом j або навпаки.
Існує також еквівалентна матриця слабких взаємодій для лептонів (PMNS матриця). Разом матриці CKM і PMNS описують всі перетворення ароматів, але зв'язок між ними ще не відомий.

### Сильна взаємодія і колірний заряд

Всі адрони не мають колірного заряду.

Згідно з квантовою хромодинамікою (КХД), кварки мають колірний заряд. Існує три типи колірних зарядів, довільно названі синій, зелений і червоний. Кожен з них доповнюється антикольором: антисиній, антизелений і античервоний. Кожен кварк є переносником кольору, а антикварк — антикольору.
Система притягання і відштовхування між кварками різних кольорів і антикольорів називається сильною взаємодією, яка опосередковується глюонами. Теорія, що описує сильну взаємодію. Називається квантовою хромодинамікою. Кварк, що має певний колір може утворити зв'язану систему з антикварком відповідного антикольору. В результаті, утворена система буде колірно нейтральною; кварк з кольором ξ плюс антикварк з кольором −ξ в результаті матимуть колірний заряд 0 (або білий) і сформують мезон. Аналогічним чином, комбінація з трьох кварків, кожен з різним колірним зарядом, приведе до «білого» колірного заряду і утворення баріона.
В сучасній фізиці елементарних частинок калібрувальні симетрії пов'язують взаємодії між частинками. SU(3)c є калібрувальною симетрією, що пов'язує колірні заряди в кварках і є визначальною симетрією в КХД. Так само, як закони фізики не залежать від напряму в просторі осей x, y, z і залишаються незмінними при зміні орієнтації осей, так і фізика КХД не залежить від того в яких напрямах в тривимірному просторі визначені колірні заряди. SU(3)c перетворення кольору відповідають «обертанням» в колірному просторі (який є комплексним). Кожен аромат кварка ‘’f’’ з підтипами fB, fG, fR, що відповідають кольорам кварків утворює триплет: трикомпонентне квантове поле. Вимога, що SU(3)c повинна бути локальною, тобто її перетворення можуть змінюватись у просторі й часі — визначає властивості сильної взаємодії. Зокрема, це передбачає існування восьми типів глюонів, які виступають як переносники взаємодії.

### Маса

Маси шести кварків. (маса кварка пропорційна об'єму кульки). Внизу зліва протон і електрон.

Дві різні маси розуміють при посиланнях на масу кварка: поточна маса кварка — маса самого кварка, в той час як складова маса кварка — маса кварка разом з масою глюонів, що його оточують. Ці маси а загальному мають різні значення. Більша частина маси адронів походить від глюонів, які пов'язують кварки в адрони, а не від самих кварків. В той час як глюони за своєю суттю є безмасовими частинками, вони мають енергію, саме вона робить такий великий внесок у загальну масу адрона. Наприклад, протон має масу приблизно 938 МеВ /с2, з якої маса трьох валентних кварків близько 9 МеВ/с2; більша частина залишку спричинена енергією глюонного поля.
Стандартна модель стверджує, що елементарні частинки отримують свою масу від механізму Хіггса, який пов'язаний з бозоном Хіггса.

### Таблиця властивостей
| Позначення та назва | Позначення та назва       | елек- тричний заряд | Ароматові квантові числа | Ароматові квантові числа | Ароматові квантові числа | Ароматові квантові числа | про- екція ізо- спіну | барі- онний заряд | маса            |
| Позначення та назва | Позначення та назва       | елек- тричний заряд | див- ність               | чарів- ність             | краса                    | прав- дивість            | про- екція ізо- спіну | барі- онний заряд | маса            |
| Перше покоління     | Перше покоління           | Перше покоління     | Перше покоління          | Перше покоління          | Перше покоління          | Перше покоління          | Перше покоління       | Перше покоління   | Перше покоління |
| ------------------- | ------------------------- | ------------------- | ------------------------ | ------------------------ | ------------------------ | ------------------------ | --------------------- | ----------------- | --------------- |
| d                   | нижній (down)             | −1/3                | 0                        | 0                        | 0                        | 0                        | −1/2                  | 1/3               | ~ 5 МеВ         |
| u                   | верхній (up)              | +2/3                | 0                        | 0                        | 0                        | 0                        | 1/2                   | 1/3               | ~ 3 МеВ         |
| Друге покоління     |                           |                     |                          |                          |                          |                          |                       |                   |                 |
| s                   | дивний (strange)          | −1/3                | − 1                      | 0                        | 0                        | 0                        | −1/2                  | 1/3               | 120 МеВ         |
| c                   | чарівний (charm)          | +2/3                | 0                        | 1                        | 0                        | 0                        | 1/2                   | 1/3               | 1.8 ГеВ         |
| Третє покоління     |                           |                     |                          |                          |                          |                          |                       |                   |                 |
| b                   | красивий (beauty, bottom) | −1/3                | 0                        | 0                        | −1                       | 0                        | −1/2                  | 1/3               | 4.5 ГеВ         |
| t                   | правдивий (true, top)     | +2/3                | 0                        | 0                        | 0                        | 1                        | 1/2                   | 1/3               | 175 ГеВ         |

## Взаємодія кварків
Кварки беруть участь у кожному з чотирьох типів фундаментальних взаємодій.
Протони та нейтрони, які дають найбільший внесок у масу видимої матерії Всесвіту, складаються з кварків. Отже, явище гравітаційної взаємодії між зірками, планетами та іншими астрономічними об'єктами — це значною мірою прояв участі кварків у гравітаційній взаємодії.
Участь кварків у електромагнітній взаємодії проявляється у глибоко непружному розсіянні електронів або мюонів на адронах, у перетвореннях (анігіляції) електрон-позитронної пари в адрони тощо, а також у властивостях адронів: наявності в них електричних зарядів та магнітних моментів. Електромагнітна взаємодія не змінює квантових чисел: аромат, колір, проєкція ізоспіну тощо залишаються незмінними.
Завдяки слабкій взаємодії відбувається перетворення кварків зі зміною їхніх ароматів, однак колір кварка при цьому не змінюється. Проєкція ізоспіну внаслідок слабкої взаємодії може міняти знак, однак може й залишатись незмінною. Зміна ароматів кварків проявляє себе, зокрема, у слабких розпадах адронів, наприклад у розпаді вільного нейтрона на електрон і антинейтрино. Зі слабкими взаємодіями кварків пов'язане також глибоко непружне розсіяння нейтрино на адронах.
Сильна взаємодія утримує кварки всередині адронів. Кварки взаємодіють між собою шляхом обміну глюонами. При цьому відбувається зміна кольору кварка, однак його інші квантові числа, а саме аромат та проєкція ізоспіну, залишаються незмінними. Властивості сильної взаємодії не дозволяють кварку вилетіти за межі адрона. Це явище отримало назву конфайнменту. Унаслідок нього в природі немає вільних кварків.

## Інші фази кварків

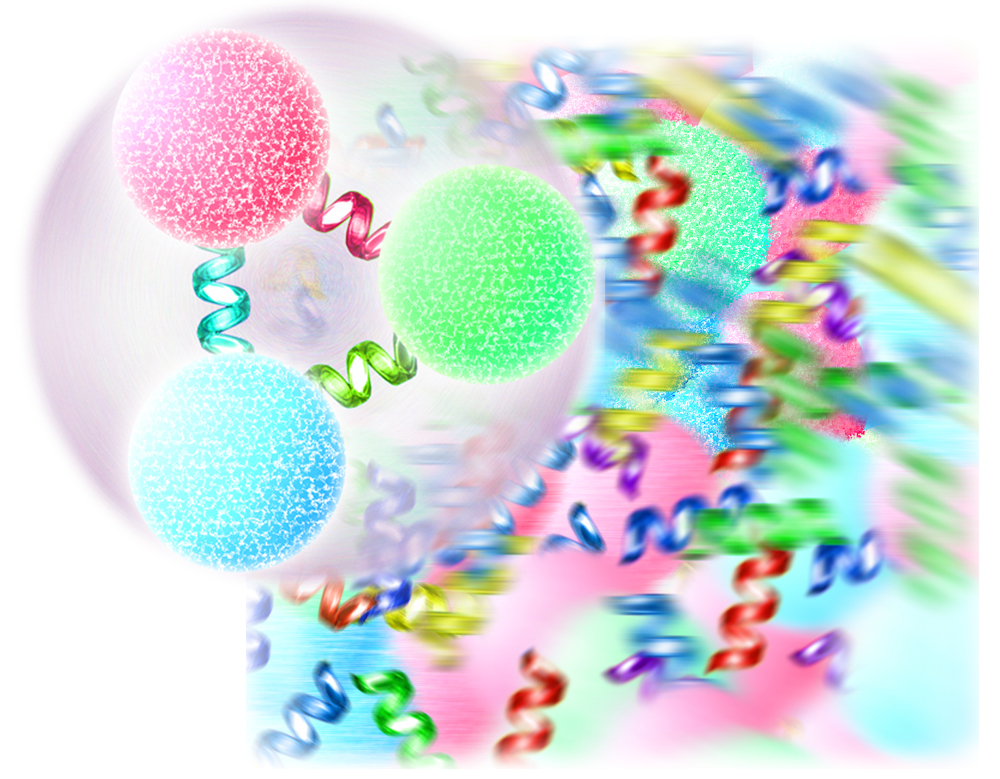
Модель кварк-глюонної плазми.

При досить екстремальних умовах, кварки можуть розв'язуватись і ставати вільними частинками. В ході асимптотичної свободи, сильна взаємодія слабшає зі збільшенням температури. Врешті, при досить високих температурах колірний конфайнмент зникне й утвориться надзвичайно гаряча плазма вільно рухливих кварків і глюонів. Цю фазу матерії називають кварк-глюонною плазмою. Точні умови досягнення цієї фази не відомі, і були предметом вивчення в багатьох експериментах. Згідно з останніми оцінками температура переходу в кварк-глюонну плазму становить приблизно (1,90 ± 0,02) × 1012 Кельвін. Проте стан повністю вільних кварків і глюонів в експериментах ніколи не досягався (попри численні спроби ЦЕРН в 1980-их і 1990-их роках).
Кварк-глюонна плазма характеризується збільшенням кількості важких пар кварків по відношенню до пар верхній-нижній кварк. Вважається, що в період до 10−6 секунди після Великого вибуху (у кваркову епоху), Всесвіт перебував у стані кварк-глюонної плазми, оскільки температура була занадто високою для існування стабільних адронів.